# Meziboři
Meziboři är en stad i Tjeckien.   Den ligger i regionen Ústí nad Labem, i den nordvästra delen av landet, 80 km nordväst om huvudstaden Prag. Meziboři ligger 515 meter över havet och antalet invånare är 4 885.
Terrängen runt Meziboři är kuperad åt nordväst, men åt sydost är den platt. Runt Meziboři är det tätbefolkat, med 530 invånare per kvadratkilometer. Närmaste större samhälle är Litvínov, 2,3 km sydost om Meziboři. Runt Meziboři är det i huvudsak tätbebyggt.